# Landeggbach
Der Landeggbach, auch Landeckbach, ist ein Bach in der Gemeinde Matrei in Osttirol (Bezirk Lienz). Er durchfließt das unbesiedelte Landeggtal in der Granatspitzgruppe und mündet zwischen Tauer und Raneburg in den Tauernbach. Das Wasser des Landeggbachs wird auf rund 2000 m gefasst und weitgehend in den Tauernmoossee der Kraftwerksgruppe Stubachtal übergeleitet.

## Verlauf
Der Landeggbach speist sich aus mehreren Quellbächen, die an der Prägratwand im Talkessel zwischen Sillingkopf, Amertaler Höhe, Großer Landeggkopf, Stubacher Sonnblick und Granatspitze entspringen und teilweise den Prägratkees entwässern. Ein weiterer Quellbach besteht mit dem Abfluss des Schandlasees. Der Landeggbach fließt in der Folge in südlicher Richtung bis zum sogenannten Mossbichl in rund 2000 Metern Höhe, wo das Wasser nach Nordosten in den Tauernmoosspeicher abgeleitet wird. Das verbliebene Restwasser fließt in der Folge weiter nach Süden, wo er rechtsseitig den Seebach aufnimmt und danach nach Südwest bzw. in der Folge nach Westen abzweigt. Er fließt an der Landeggalm vorbei, in dessen Bereich er rechtsseitig den Goldredbach aufnimmt und mündet danach unterhalb der Kalser Alm in den Tauernbach. 